# برايان ماكبرايد
برايان ماكبرايد (بالإنجليزية: Brian McBride)‏ هو شخصية أعمال بريطاني، ولد في 15 أكتوبر 1955 في غلاسكو في المملكة المتحدة.